# Georgij Nefjodovič Zaharov
Georgij Nefjodovič Zaharov, sovjetski častnik, vojaški pilot, letalski as, pisatelj in heroj Sovjetske zveze, * 24. april 1908, Staro Semenkino (Samarska oblast), † 6. januar 1996.
Zaharov je v svoji vojaški karieri dosegel 18 samostojnih zračnih zmag.

## Življenjepis
Leta 1930 je vstopil v 7. vojnoletalsko pilotsko šolo v Stalingradu, nakar je bil dodeljen 109. leteči eskadrilji (Kijevska leteča brigada).
Med drugo kitajsko-japonsko vojno je dosegel 2 zračni zmagi.
V sestavi eskadrilje Palancar je od novembra 1936 do januarja 1937 sodeloval v španski državljanski vojni, kjer je dosegel 6 samostojnih in še 4 skupinske zračne zmage.
Med drugo svetovno vojno je bil sprva učitelj v 43. IADi (do novembra 1941), nato v letalski šoli v Ulan-Udeju (do decembra 1942), nakar je bil premeščen v 303. IADi, kjer je ostal do konca vojne.
Med veliko domovinsko vojno, kot rečejo Rusi drugi svetovni, je letal na I-15 Cato, I-152, I-16, La-5F in Jak-3, s katerimi je poletel v 153 bojnih poletov, od tega se je zapletel v 48 zračnih bojev in dosegel 10 zračnih zmag. 
Po vojni je ostal v letalstvu, upokojil se je leta 1960. 

## Odlikovanja
- heroj Sovjetske zveze (19. april 1945)
- red Lenina (2x)
- red rdeče zastave (4x)
- red domovinske vojne 1. stopnje
- red Kutuzova 2. stopnje
- red Aleksandra Nevskega
- red rdeče zvezde (2x)
- legija časti

## Dela
- Zgodba o lovcih
- Jaz - lovec